# Alfred Stenzel

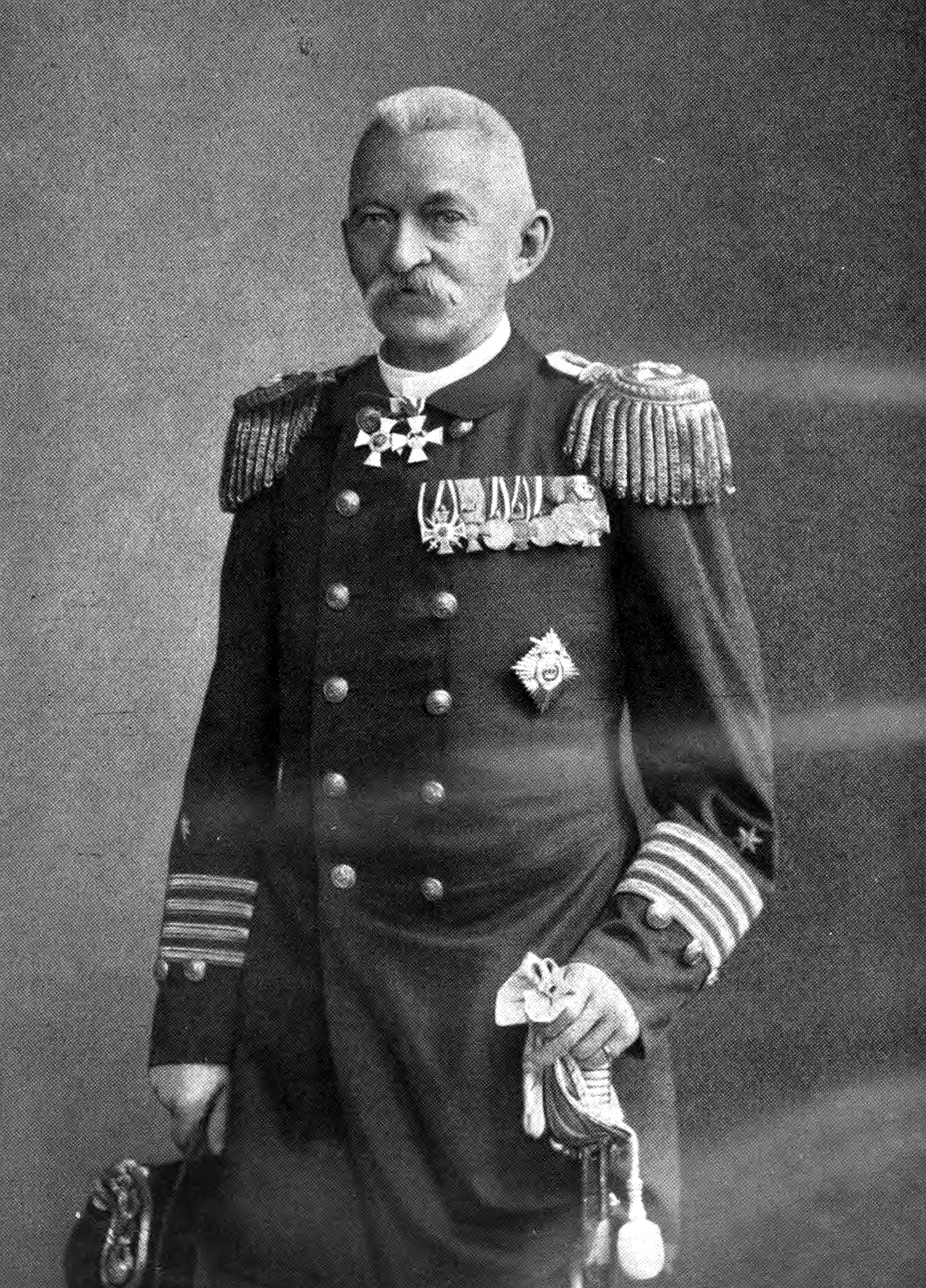
Alfred Stenzel

Alfred Stenzel (* 24. Dezember 1832 in Breslau; † 16. Juni 1906 in Göttingen) war ein deutscher Konteradmiral der Kaiserlichen Marine.

## Leben
Er war der Sohn von Gustav Adolf Harald Stenzel und dessen Ehefrau Maria, geborene Bredow. Nach Besuch des Maria-Magdalenen-Gymnasiums in Breslau war Stenzel von 1849 bis 1860 in der Handelsmarine tätig. Ende der 1850er machte er das Obersteuermanns-Examen. Von 1860 bis 1862 studierte er in Göttingen und Berlin Mathematik und Astronomie.  Am 19. April 1862 trat er als Auxiliaroffizier in die Preußische Marine ein, bestand alsbald das Offiziersexamen und wurde zum Leutnant zur See ernannt. Bereits am 16. November 1863 wurde Stenzel zum Leutnant zur See II. Klasse befördert.
1864 nahm er an Bord der Arcona am Deutsch-Dänischen Krieg teil und wirkte somit am Seegefecht bei Jasmund mit. Während des Deutschen Kriegs erhielt er das Kommando über das Dampfkanonenboot Tiger und bewirkte 1866 die Kapitulation der Stadt Emden sowie die Einnahme der hannoverschen Emsbatterien. 1867 wurde Stenzel zum Kapitänleutnant befördert und arbeitete bis 1870 im preußischen Marineministerium. Während des Deutsch-Französischen Krieges war er Chef des Stabes des Oberbefehlshabers des Nordseegeschwaders, Vizeadmiral Eduard von Jachmann. Nach Ende des Krieges wurde Stenzel Offizier im Stab von Admiral Adalbert. Anfang 1872 wirkte er an der Organisierung der Kaiserlichen Admiralität mit. Im Herbst 1872 wurde er zum Korvettenkapitän befördert und erhielt das Kommando über das Kanonenboot Albatross.
Stenzel wurde 1875 Lehrer an der Marineschule in Kiel und unterrichtete Seetaktik, Seekriegsgeschichte, Marineorganisation und Marinekunde. Im Dezember 1878 wurde er zum Kapitän zur See befördert. Vom 15. April 1880 bis 27. September 1880 war er Kommandant der Sachsen. Im Frühjahr 1881 beendete er seine Lehrtätigkeit und wurde Oberwerftdirektor in Wilhelmshaven. Vom Herbst 1885 bis zum Herbst 1886 war Stenzel Chef des Schulgeschwaders und anschließend Inspekteur der Marineartillerie in Wilhelmshaven. Am 18. Oktober 1887 wurde Stenzel aus dem Dienst verabschiedet, mit dem Roten Adlerorden II. Klasse mit Eichenlaub ausgezeichnet und am 10. Dezember 1889 zur Disposition gestellt.
Als z.D.-Offizier wurde Stenzel wiederverwendet und wirkte von 1894 bis 1896 als Lehrer an der Marineakademie. In Würdigung seiner Verdienste stellte ihn Kaiser Wilhelm II. am 3. Mai 1904 à la suite des Seeoffizierkorps.

## Familie
Stenzel war verheiratet und hatte eine Tochter namens Elfriede (* 1870) und einen Sohn (1875–1897). Er wurde in Bad Rehburg neben seiner Frau und seinem Sohn bestattet.

## Auszeichnungen
- Stern zum Kronen-Orden II. Klasse mit Schwertern am Ringe[2]
- Ritterkreuz I. Klasse des Verdienstordens vom Heiligen Michael[2]
- Ehrenkomtur des Oldenburgischen Haus- und Verdienstordens des Herzogs Peter Friedrich Ludwig[2]
- Komtur des Ordens der Heiligen Mauritius und Lazarus[2]

## Schriften
- Über Kriegführung zur See. Eine strategische Studie an Hand der englischen Flotten-Manöver im Jahre 1888. Berlin 1889.
- Der neue Seehafen bei Cuxhaven. Berlin 1890.
- Helgoland und die deutsche Flotte. Berlin 1891.
- Stellungnahme und Erwiderung auf das Buch: Batsch, Admiral Prinz Adalbert von Preußen. Berlin 1891.
- Die deutsche Flotte und der Reichstag. Ein Wort zu Gunsten der Deutschen Wehrkraft zur See. Berlin 1892.
- Der kürzeste Weg nach Konstantinopel. Ein Beispiel für das Zusammenwirken von Flotte und Heer. Kiel 1894.
- Die Flotte der Nordstaaten im Secessionskriege. Vortrag gehalten in der Militärischen Gesellschaft zu Berlin am 10. Januar 1894. In: Beiheft zum Militär-Wochenblatt. 1894, S., 83–122.
- Brauchen wir Panzerkreuzer? In: Militär-Wochenblatt. 1895, S. 307–314.
- Bedarf unsere Marine einer militärischen Hochschule? Berlin 1896.
- Seekriegsgeschichte in ihren wichtigsten Abschnitten mit Berücksichtigung der Seetaktik. 5 Bände. Hannover, Leipzig 1907–1911.
- Kriegsführung zur See. Lehre vom Seekriege. Hannover, Leipzig 1913.